# ストームバード系
ストームバード系（ストームバードけい、Storm Bird Line）は馬（主にサラブレッド）の父系（父方の系図）の1つ。

## 概要
アメリカ合衆国で繋養されていたストームバードを祖とする父系である。
北米を中心に産駒が活躍し、なかでもストームキャットの子孫の活躍は目覚しく、さらに細分化してストームキャット系と分けられる。
一方ストームキャット系以外ではサマースコールがカリズマティックを出した程度にとどまっている。
日本では、数頭の直仔の産駒が種牡馬として輸入されたが、目立った繁殖成績は残せていない。また外国産馬としての競走馬も輸入されており、そのうちスキーキャプテン等が種牡馬入りしているがこちらも目立った繁殖成績は残せていない。そのため、日本で繋養されていた孫世代のカリズマティックが父系を伸ばせるか注目されているが、同馬は重賞馬を出したものの種付け数は減少傾向にあった。
ブルードメアサイアーとしてはサンダーガルチやバトルラインの母であるラインオブサンダー（Line of Thunder）やトキオエクセレントやタガノマイバッハの母であるアフターザサン（After the Sun）を出すなど一定の活躍馬が出ている。

## サイアーライン
- Darley Arabian 1700
  - Bartlet's Childers 1716
    - Squirt 1732
      - Marske 1750
        - Eclipse 1764　　　---←エクリプス系へ戻る
          - Potoooooooo 1773
            - Waxy 1790
              - Whalebone 1807
                - Sir Hercules 1826
                  - Birdcatcher 1833
                    - The Baron 1842
                      - Stockwell 1849
                        - Doncaster 1870
                          - Bend Or 1877
                            - Bona Vista 1889
                              - Cyllene 1895
                                - Polymelus 1902
                                  - Phalaris 1913　　　---←ファラリス系へ戻る
                                    - Pharos 1920
                                      - Nearco 1935　　　---←ネアルコ系へ戻る
                                        - Nearctic 1954　　　---←ニアークティック系へ戻る
                                          - Northern Dancer 1961　　　---←ノーザンダンサー系へ戻る
                                            - Storm Bird 1978　　　---↓ストームバード系（改行）

---↓ストームバード系---
- Storm Bird 1978 →Indian Skimmer 1984、Balanchine 1991
  - *スプレンディドモーメント Splendid Moment 1983
  - Conquering Hero 1983
    - Vinaleo 2004

  - Magical Wonder 1983
    - Sarmat 1989
      - Melis 1994

  - Storm Cat 1983　　　---→ストームキャット系へ
  - *デイヴィッズバード David's Bird 1984
  - *ナヴァホバード Navajo Bird 1984
  - Blue Bird 1984
    - Blues Traveller 1990
      - Asian Bridge 1998

    - Dolphin Street 1990 →Bowman's Crossing（g）1999
      - Alaboy 1999

    - Lake Coniston 1991
      - Tayfun Baskan 2002

    - Fly to the Stars 1994
    - Trogir 2000

  - *プリンスオブバーズ Prince of Birds 1985
  - Summer Squall 1987 →Storm Song 1994
    - Othello 1993
      - Odfelow 2005

    - *アサカホマレ 1994
    - River Squall 1994
    - *カリズマティック Charismatic 1996
      - Gouldings Green 2001
      - Sun King 2002
      - ワンダーアキュート 2006

    - Country Be Gold 1997
    - Globalize 1997

  - Hermitage 1988
  - Mujadil 1988
    - Kingsgate Native 2005

  - Mukaddamah 1988
    - Zariz 1997

  - Personal Hope 1990
    - Personal First 1997

  - Ocean Crest 1991
    - Tevez 2007

  - Saithor 1991
  - *スキーキャプテン 1992
  - Mystery Storm 1992
  - *ナカヤマストーム 1993
  - Storm Creek 1993
  - *エイシンストーム 1994
  - Damascus Storm 1998
    - Heroic Storm 2006

  - Sawgrass 2000

- 種牡馬入りした馬に限る。→は牝馬とセン馬の非種牡馬の代表産駒の一部を示す。